# Sistema Monetário Internacional
O sistema monetário internacional é um conjunto de regras, convenções e instituições de apoio internacionalmente acordadas que facilitam o comércio internacional, o investimento transfronteiriço e, geralmente, a realocação de capital entre estados que possuem moedas diferentes.  Deve fornecer meios de pagamento aceitáveis para compradores e vendedores de diferentes nacionalidades, incluindo pagamento diferido. Para operar com sucesso, precisa inspirar confiança, fornecer liquidez suficiente para os níveis flutuantes de comércio, e fornecer meios pelos quais os desequilíbrios globais possam ser corrigidos. O sistema pode crescer organicamente como resultado coletivo de numerosos acordos individuais entre fatores econômicos internacionais espalhados por várias décadas. Alternativamente, pode surgir de uma única visão arquitetônica, como aconteceu em Bretton Woods em 1944.

## Ordens monetárias globais modernas
De acordo com J. Lawrence Broz e Jeffry A. Frieden, a sustentabilidade da cooperação monetária internacional tende a ser afetada por:
1. Um interesse compartilhado na estabilidade da moeda
2. Interligações para outras questões importantes
3. A presença de instituições que formalizam a cooperação monetária internacional
4. O número de atores envolvidos, em particular se um ou alguns estados poderosos estão dispostos a assumir a liderança na gestão dos assuntos monetários internacionais
5. Condições macroeconômicas (durante crises econômicas, os estados são incentivados a abandonar a cooperação monetária internacional)

## Visão geral histórica
Ao longo da história, metais preciosos como ouro e prata foram usados para o comércio, às vezes na forma de barras de ouro, e desde o início da história as moedas de vários emissores – geralmente reinos e impérios – foram negociadas. Os primeiros registros conhecidos do uso pré-cunhagem de metais preciosos para troca monetária são da Mesopotâmia e do Egito, datando do terceiro milênio a.C.  O dinheiro inicial tomou muitas formas, além do bullion; por exemplo, o dinheiro de pá de bronze que se tornou comum na China da dinastia Zhou no final do século 7 a.C. Naquela época, formas de dinheiro também foram desenvolvidas na Lídia, na Ásia Menor, de onde seu uso se espalhou para cidades gregas próximas e, mais tarde, para muitos outros lugares.
Às vezes, sistemas monetários formais foram impostos por governantes regionais. Por exemplo, estudiosos sugeriram provisoriamente que o rei romano Sérvio Túlio criou um sistema monetário primitivo no início da história de Roma. Túlio reinou no século VI a.C. – vários séculos antes de Roma ter desenvolvido um sistema formal de cunhagem.
Tal como acontece com o bullion, acredita-se que o uso precoce de moedas tenha sido geralmente uma reserva da elite. Mas por volta do século 4 a.C. as moedas eram amplamente utilizadas nas cidades gregas. Eles eram geralmente apoiados pelas autoridades da cidade-estado, que se esforçavam para garantir que mantivessem seus valores, independentemente das flutuações na disponibilidade de qualquer base ou metais preciosos de que fossem feitos.  Da Grécia, o uso de moedas se espalhou lentamente para o oeste por toda a Europa, e para o leste até a Índia. As moedas estavam em uso na Índia a partir de cerca de 400 a.C.; Inicialmente, eles desempenharam um papel maior na religião do que no comércio, mas no século 2 eles se tornaram centrais para as transações comerciais.  Os sistemas monetários que foram desenvolvidos na Índia foram tão bem-sucedidos que se espalharam por partes da Ásia até a Idade Média.
À medida que uma variedade de moedas se tornou comum dentro de uma região, elas foram trocadas por cambistas, os predecessores do mercado de câmbio de hoje, como mencionado na história bíblica de Jesus e os cambistas. Em Veneza e nas outras cidades-estado italianas do início da Idade Média, os cambistas muitas vezes tinham que ter dificuldades para realizar cálculos envolvendo seis ou mais moedas. Isso em parte levou Fibonacci a escrever seu Liber Abaci, que popularizou o uso de algarismos indo-arábicos, o que substituiu os algarismos romanos mais difíceis então em uso pelos comerciantes ocidentais.
Quando uma determinada nação ou império alcançou a hegemonia regional, sua moeda tem sido uma base para o comércio internacional e, portanto, para um sistema monetário de fato. No Ocidente – Europa e Oriente Médio – uma das primeiras moedas desse tipo foi o darico persa. Isso foi sucedido por moedas romanas do Império Romano, como o denário, depois o dinar de ouro do Império Otomano, e mais tarde – dos séculos 16 a 20, durante a Era do Imperialismo – pela moeda das potências coloniais europeias: o dólar espanhol, o florim holandês, o franco francês e a libra esterlina britânica; Às vezes uma moeda foi proeminente, às vezes ninguém dominou. Com o crescimento do poder americano, o dólar americano tornou-se a base para o sistema monetário internacional, formalizado no acordo de Bretton Woods que estabeleceu a ordem monetária pós-Segunda Guerra Mundial, com taxas de câmbio fixas de outras moedas para o dólar e conversibilidade do dólar em ouro. O sistema de Bretton Woods quebrou, culminando no choque Nixon de 1971, acabando com a conversibilidade; mas o dólar americano permaneceu a base de facto do sistema monetário mundial, embora já não de jure, com várias moedas europeias e o iene japonês também sendo proeminentes nos mercados cambiais. Desde a formação do euro, o euro também ganhou uso como moeda de reserva e meio de transações, embora o dólar tenha permanecido a moeda mais importante.
Uma moeda dominante pode ser usada direta ou indiretamente por outras nações: por exemplo, os reis ingleses cunharam o mancus de ouro, presumivelmente para funcionar como dinares para trocar com a Espanha islâmica; as potências coloniais às vezes cunhavam moedas que se assemelhavam às já usadas em um território distante; e, mais recentemente, várias nações usaram o dólar americano como moeda local, um costume chamado dolarização.

Até o século 19, o sistema monetário global estava vagamente ligado, na melhor das hipóteses, com a Europa, as Américas, a Índia e a China (entre outras) tendo economias amplamente separadas e, portanto, os sistemas monetários eram regionais. A colonização europeia das Américas, começando com o império espanhol, levou à integração das economias e sistemas monetários americanos e europeus, e a colonização europeia da Ásia levou ao domínio das moedas europeias, notadamente a libra esterlina britânica no século 19, sucedida pelo dólar americano no século 20. Alguns, como Michael Hudson, preveem o declínio de uma base única para o sistema monetário global e o surgimento de blocos comerciais regionais; Ele cita o surgimento do euro como exemplo. Veja também sistemas financeiros globais, abordagem de sistemas-mundo e polaridade nas relações internacionais. Foi na segunda metade do século 19 que surgiu um sistema monetário com participação global próxima da universal, baseado no padrão-ouro.